# Talking to Myself
"Talking to Myself" é uma canção da banda americana de rock Linkin Park. A banda decidiu lançar a canção como segundo single de seu sétimo álbum de estúdio, One More Light, por causa da boa recepção que teve em shows e em performances ao vivo. A canção foi liberada para as rádios em 25 de julho de 2017, mas a sua promoção foi cancelada após a morte do vocalista Chester Bennington.
Um videoclipe oficial para a canção foi lançado em 20 de julho de 2017, no mesmo dia em que o vocalista da banda, Chester Bennington, havia cometido suicídio em sua residência em Palos Verdes Estates, no sul da Califórnia.

## Contexto
A canção foi escrita por Mike Shinoda e pelo guitarrista Brad Delson com a colaboração de Ilsey Juber e JR Rotem. A letra da canção, como explicado pelo vocalista Chester Bennington, diz a respeito ao sentimento que teve com sua esposa enquanto ele estava lutando com seus próprios demônios. Ele comenta: "Trata-se de se relacionar com a forma como a minha esposa deve ter sentido quando eu estava lutando contra os meus demônios [...] ver isso acontecer e não poder fazer algo á respeito, deve ter sido difícil".
"Talking to Myself" apresenta uma linha de guitarra e um baixo groovy que lembra o estilo musical da banda The Killers. De acordo com a AllMusic, o lado musical de "Talking to Myself" é a mais pop rock em relação ao restante de One More Light.

## Videoclipe
O videoclipe oficial apresenta imagens da banda se apresentando em vários lugares e em ensaios, foi dirigido e editado por Mark Fiore. Foi lançado horas antes da divulgação da notícia, em que o vocalista Chester Bennington, havia falecido. O videoclipe atingiu mais de 10,1 milhões de visualizações no YouTube em apenas um dia, tornando-se o 28º vídeo online mais visto nas primeiras 24 horas. O vídeo carregado no canal do YouTube da banda, inicialmente, foi menor do que o seu áudio original e o vídeo lançado para outras plataformas, como a Vevo. Foi mais tarde corrigido para tocar a música completa, com a última cena, em que Chester está dentro de um veículo olhando para uma janela.
Um videoclipe com a letra da música, dirigido e editado por Pavel Suslov, foi planejado para o lançamento uma semana após o videoclipe da canção, mas por causa da morte do vocalista Chester Bennington, ele acabou não sendo disponibilizado na plataforma. Porém, ele pode ser visualizado na plataforma de vídeo "vbox7". Em 21 de dezembro a banda disponibilizou o vídeo em seu canal no Youtube.
Em 20 de setembro de 2017 (exatos 2 meses após o lançamento), o videoclipe atingiu a marca de 70 milhões de visualizações no YouTube.
Em 18 de junho, Mike Shinoda e o baixista Phoenix, disseram para os fãs que iriam para o show de 20 de junho de 2017 no Ziggo Dome em Amsterdã, para filmar todo o concerto de "Talking To Myself" em seus telefones ou câmeras, depois enviassem os vídeos para o site FanFootage.com após o show. Os vídeos foram utilizados na criação de um filme de longa metragem de fãs ao vivo da música, semelhante ao que eles fizeram anteriormente com "Waiting for the End" e "Until It's Gone".
Os fãs que enviaram seu vídeo antes da meia-noite de quarta-feira, 21 de junho de 2017, foram inscritos em um sorteio para ganhar uma cópia assinada de One More Light.

## Performances ao vivo
A canção foi vista pela primeira vez em 6 de março de 2017, em um evento privado realizado no edifício da Warner Bros Records, em sua versão acústica. Naquele mesmo dia, também foram tocadas as canções "Heavy" e "One More Light" (também em versões acústicas). Em 6 de maio de 2017, a música foi tocada pela primeira vez ao vivo em um show, em sua versão original, no Maximus Festival na Argentina e também no início do "One More Light World Tour".

## Pessoal
Linkin Park
- Chester Bennington – vocais
- Rob Bourdon – bateria
- Brad Delson – guitarra principal
- Dave "Phoenix" Farrell – baixo, backing vocais
- Joe Hahn – turntables, programação, vocais de apoio
- Mike Shinoda – teclado, sintetizador, vocais de apoio

Músicos adicionais
- Ilsey Juber – vocais de apoio
- Andrew Jackson – guitarra adicional, produção adicional

Produção
- Mike Shinoda - produção, engenharia de som
- Brad Delson - produção
- JR Rotem - co-produção
- Andrew Jackson - produção adicional
- Andrew Bolooki - produção de voz
- Ethan Mates, Josh Newell - engenharia de som
- Alejandro Baima, Warren Willis, Jerry Johnson - assistência técnica
- Manny Marroquin - mixagem
- Chris Galland - engenharia de mixagem
- Jeff Jackson, Robin Florent - assistência em mixagem

## Desempenho nas tabelas musicais
| Tabela musical (2017)                                   | Melhor posição |
| ------------------------------------------------------- | -------------- |
| Alemanha (Offizielle Deutsche Charts)                   | 73             |
| Áustria (Ö3 Austria Top 75)                             | 52             |
| Canadá (Canadian Hot 100)                               | 66             |
| República Checa (Rádio Top 100)                         | 41             |
| República Checa (Singles Digitál Top 100)               | 23             |
| Eslováquia (Singles Digitál Top 100)                    | 36             |
| Estados Unidos (Billboard Bubbling Under Hot 100)       | 9              |
| Estados Unidos (Billboard Hot Rock & Alternative Songs) | 13             |
| Filipinas (Philippine Hot 100)                          | 18             |
| França (SNEP)                                           | 181            |
| Hungria (Rádiós Top 40)                                 | 23             |
| Hungria (Single 40)                                     | 7              |
| Portugal (AFP)                                          | 79             |
| Suíça (Schweizer Hitparade)                             | 35             |